# Ocampo, Michoacán
Ocampo là một đô thị thuộc bang Michoacán, México. Năm 2005, dân số của đô thị này là 20689 người.